# Gonzalo Pizarro

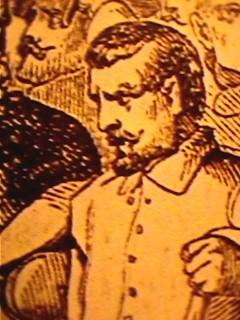
Gonzalo Pizarro

Gonzalo Pizarro (Trujillo (Spanje), ca. 1510 - Cuzco (Peru), 10 april 1548) was een Spaanse conquistador, een halfbroer van Francisco Pizarro.

## Biografie
Gonzalo nam deel aan de verovering van het Incarijk in Peru door Francisco in 1530-1533, en in 1539 versloeg hij met een andere halfbroer, Hernando Pizarro, de inwoners van Charcas (in centraal Bolivia).
Gonzalo werd vervolgens gouverneur van Quito, maar in 1541 verliet hij de stad oostwaarts met een expeditie op zoek naar kaneelbomen die zich daar zouden bevinden, en veel geld waard waren. Het was een grote expeditie, met circa 300 Spanjaarden, 4000 indianen en een aantal honden. Hij folterde de indianen in de landen waar hij doorheen trok, bijvoorbeeld door enkelen levend te verbranden of ze door zijn honden te laten verscheuren als ze niet vertelden waar hij landen met kaneel, goud en andere rijkdommen kon vinden. Dit deed de ronde, en al snel leerden de indianen hem te vertellen dat deze landen verder oostwaarts bestonden. In het hoofdkamp was de voedselvoorraad op; de Spanjaarden waren zelfs al begonnen aan de honden. Zijn eigen indianen, die onder andere als voedsel- en wapendragers dienden, waren bijna allemaal gestorven door de tocht door het Andesgebergte en door de selvas, het verraderlijke regenwoud.
Pizarro bereikte de Coca, waar hij beval een nieuw schip te bouwen voor de zieken en de zware voorraden. In minder dan een maand bouwden ze een tweemaster, de San Pedro. Omdat hun eten op dat moment uit niet meer dan noten, bessen en knollen bestond, werd Francisco de Orellana daarmee vooruit gezonden om voedsel te vinden; hij zou binnen twee weken terugkeren. Pizarro stal wat kano's van indianen, en zakte zelf ook de Napo af. Nadat zijn mannen wat voedsel hadden gevonden, stelden ze vast dat Orellana niet zou terugkeren. Pizarro stelde dat Orellana hem moedwillig had verlaten maar Orellana beweerde later dat de stroming terugkeer onmogelijk maakte. Op de plek waar de 'grote rivieren' samenkomen (waarschijnlijk de Napo en de Curaray), zagen ze aanwijzingen dat Orellana aan wal was geweest en weer was vertrokken. Uiteindelijk bereikte Pizarro in juli 1542 Quito; slechts 80 van zijn mannen waren nog in leven.
In 1544 kwam Pizarro in opstand nadat hij hoorde van maatregelen ten gunste van de indianen. Hij versloeg onderkoning Blasco Nunez Vela en riep zichzelf uit tot gouverneur van Peru. In 1548 werd hij verslagen door Pedro de la Gasca in de slag bij Jaquijaguana, en de volgende dag onthoofd. Na de overwinning stelde La Gasca vast dat de rebellen in Cuzco de koninklijke standaard hadden verbrand en van plan waren geweest Pizarro koning te maken.